# Anolis luteogularis
Anolis luteogularis (західний велетенський аноліс) — вид ігуаноподібних ящірок родини анолісових (Dactyloidae). Ендемік Куби.

## Підвиди
Виділяють дев'ять підвидів:
- Anolis luteogularis luteogularis Noble & Hassler, 1933 — провінція Пінар-дель-Ріо;
- Anolis luteogularis calceus Schwartz & Garrido, 1972 — болото Сапата;
- Anolis luteogularis coctilis Schwartz & Garrido, 1972 — острови Лос-Канарреос;
- Anolis luteogularis delacruzi Schwartz & Garrido, 1972 — острів Ісла-де-ла-Хувентуд;
- Anolis luteogularis hassleri Barbour & Shreve, 1935 — острів Ісла-де-ла-Хувентуд;
- Anolis luteogularis jaumei Schwartz & Garrido, 1972 — півострів Сапата[en];
- Anolis luteogularis nivevultus Schwartz & Garrido, 1972 — крайній захід Куби;
- Anolis luteogularis sanfelipensis Garrido, 1975 — острівці Кайос-де-Сан-Феліпе[fr];
- Anolis luteogularis sectilis Schwartz, 1978 — острів Ісла-де-ла-Хувентуд.

## Поширення і екологія
Західні велетенські аноліси мешкають на заході Куби, на острові Ісла-де-ла-Хувентуд та на сусідніх острівцях. Вони живуть в сухих і вологих тропічних лісах, заболочених і мангрових лісах, на луках. в парках і садах, на висоті до 700 м над рівнем моря. Живляться безхребетними і плодами.